# 桑泰尔地区拉布瓦西耶尔
桑泰尔地区拉布瓦西耶尔（法語：Laboissière-en-Santerre，法語發音：[labwasjɛʁ ɑ̃ sɑ̃tɛʁ]）是法国上法蘭西大區索姆省的一个市镇，属于蒙迪迪耶区。

## 地理
桑泰尔地区拉布瓦西耶尔（49°39'57"N, 2°40'39"E）面积7.15 平方千米，位于法国上法蘭西大區索姆省，该省份为法国北部沿海省份，北起加来海峡省和北部省，西接滨海塞纳省和大西洋英吉利海峡，南至瓦兹省，东临埃纳省。
与桑泰尔地区拉布瓦西耶尔接壤的市镇（或旧市镇、城区）包括：法沃罗勒、费斯康、格里维莱尔、利涅尔、马尔基维莱尔、皮耶讷翁维莱尔。

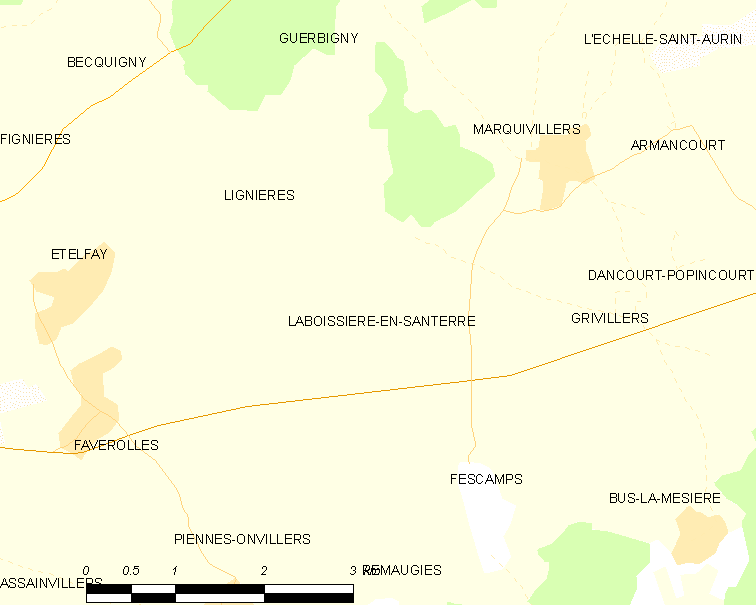
桑泰尔地区拉布瓦西耶尔的OSM定位图

桑泰尔地区拉布瓦西耶尔的时区为UTC+01:00、UTC+02:00（夏令时）。

## 行政
桑泰尔地区拉布瓦西耶尔的邮政编码为80500，INSEE市镇编码为80453。

## 政治
桑泰尔地区拉布瓦西耶尔所属的省级选区为鲁瓦县。

## 人口

1962-2008年间桑泰尔地区拉布瓦西耶尔人口变化图示

桑泰尔地区拉布瓦西耶尔于2022年1月1日时的人口数量为138人。